# Мост Кошута (Будапешт)
Мост Кошута (венг. Kossuth híd) — несохранившийся ферменный мост через Дунай в Будапеште, существовавший с 1945 по 1960 год и соединявший площадь Баттяни в Буде с площадью Лайоша Кошута в Пеште.

## История
После вступления Красной Армии в Будапешт в начале 1945 года было обнаружено, что все семь городских мостов были разрушены отступающими немецкими войсками.
Вскоре для военных целей был сооружён понтонный мост, однако его оказалось недостаточно, а наличие ледового покрытия на Дунае зимой не позволяло использовать его круглогодично.
Было принято решение построить мост в рекордные сроки. Полное разрушение промышленности и хроническая нехватка сырья в Венгрии привело к тому, что было извлечено несколько труб из скважин на нефтяных месторождениях в Зале для осуществления строительного проекта, трубы использовались в качестве основных шпатов для моста. Строительство моста было полностью осуществлено советскими военными инженерными войсками, около 15 человек погибло из-за спешки и тяжёлых условий работы. Мост был открыт в 1945 году и получил название в честь Лайоша Кошута, лидера революции 1848—1849 гг. в Венгрии.
Из-за поспешного строительства на мосту Кошута был введён ряд ограничений. Мост использовался, в основном, для пешеходного перехода. Тяжёлые грузовики могли пересекать его на скорости 20 км/ч и только в одном направлении. Во время сессий парламента он иногда закрывался из-за шума и по соображениям безопасности.

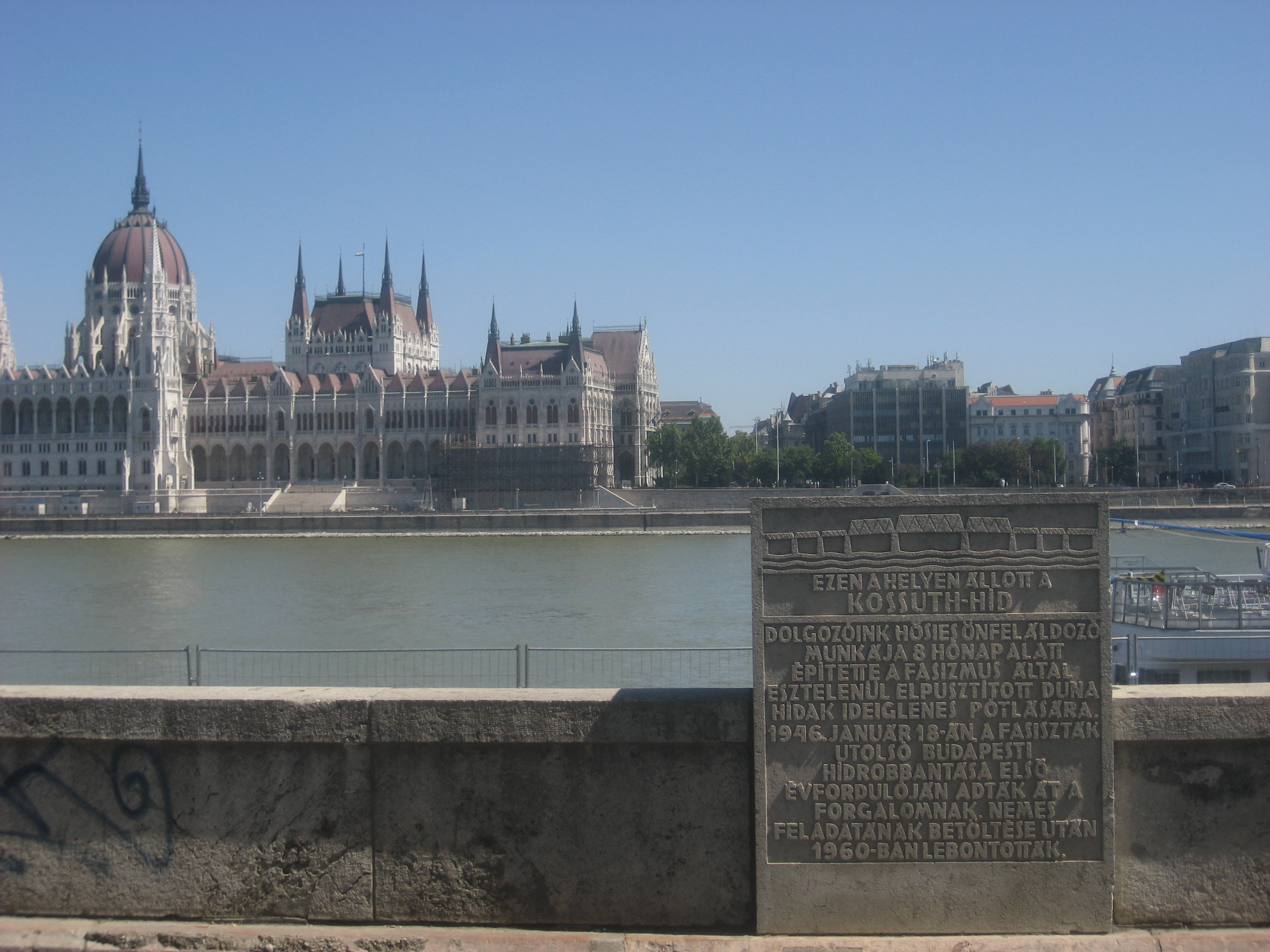
Мемориальная доска

В годы после Второй мировой войны разрушенные мосты через Дунай были восстановлены, облегчая дорожную ситуацию. Мост Кошута постепенно терял своё значение, на его содержание требовалось много средств, а высота его конструкции препятствовала судоходству. Наконец в 1960 году мост был закрыт и демонтирован. В настоящее время только две памятные доски напоминают о расположении моста. 